# Chavanne (België)
Chavanne is een dorp in de Belgische provincie Luxemburg. Het ligt in Harsin, een deelgemeente van Nassogne. Chavanne ligt enkele honderden meter ten oosten van het gehucht Harsin, aan de overkant van de Wamme.

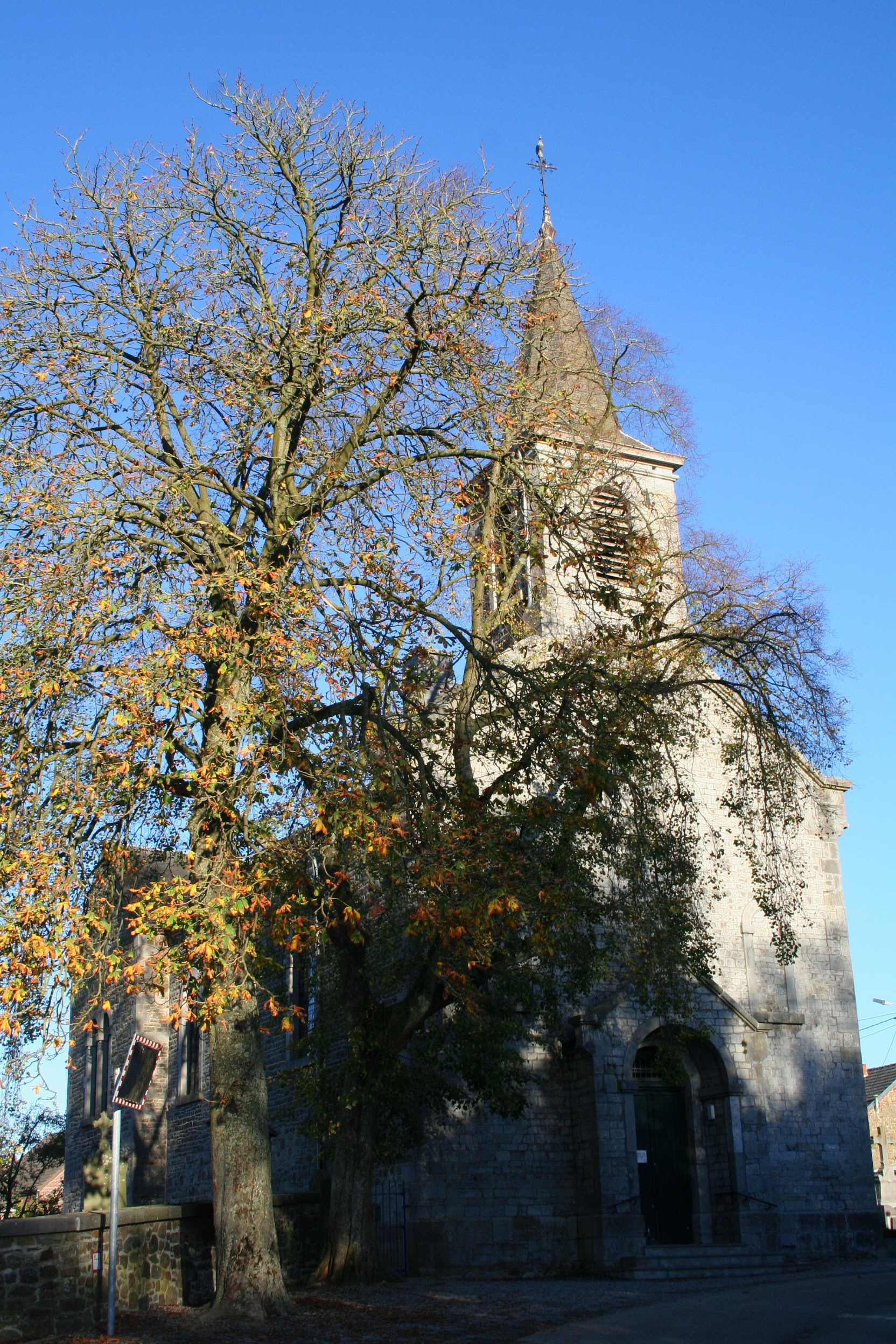
Église Sainte-Cathérine

## Geschiedenis
Op het eind van het ancien régime werd Chavanne een gemeente. In 1823 werd de gemeente opgeheven en met de opgeheven gemeente Charneux verenigd tot de gemeente Harsin.

## Bezienswaardigheden
- de Église Sainte-Catherine

Deelgemeenten: Ambly · Bande · Forrières · Grune · Harsin · Lesterny · Masbourg · Nassogne

Overige dorpen: Charneux · Chavanne · Mormont

Belgische gemeenten · Arrondissement Marche-en-Famenne · Luxemburg · Wallonië